# 22

22(이십이)는 21보다 크고 23보다 작은 자연수다.

## 수학
- 합성수로, 그 약수는 1, 2, 11, 22이다. 진약수의 합은 14이므로, 22는 부족수다.
  - 8번째 반소수다. 앞의 반소수는 21, 다음 반소수는 25다.
- 4번째 오각수다. 앞의 오각수는 12, 다음 오각수는 35다.
- 3번째 중심있는 칠각수다. 앞의 중심있는 칠각수는 8, 다음은 43이다.
- 3번째 육각뿔수다. 앞의 육각뿔수는 7, 다음은 50이다.
- 2번째 쌍둥이 수다.
- {\displaystyle 22=1+6+15}
  - 연속하는 세 육각수의 합으로 나타낼 수 있는 가장 작은 수다. 이 성질을 지닌 다음 수는 49다.
- 200 이하의 9의 배수는 22개다.

## 과학
- 타이타늄(Ti)의 원자번호.
- NGC 22: 페가수스자리 방향에 있는 나선은하.
- 공룡 시대 때 하루는 총 22시간이었다.

## 교통
- 고속도로
  - 주간고속도로 제22호선: 미시시피주 비할리아에서 앨라배마주 버밍햄까지 이어지는 미국의 주간고속도로.
  - 유럽 고속도로 22호선(영어판): 영국 홀리헤드에서 러시아 이심까지 이어지는 유럽 고속도로.
- 국도 제22호선
  - 대한민국 22번 국도: 전북특별자치도 정읍시에서 전라남도 고흥군까지 이어지는 대한민국의 국도.
  - 일본 22번 국도: 아이치현 나고야시 아쓰타구에서 기후현 기후시까지 이어지는 일본의 국도.
- 기타 도로
  - 현도 제22호선

## 군사
- U-22: 독일의 군용 잠수함. 제1차 세계 대전에 사용된 1913년제 모델(영어판)과 제2차 세계 대전에 사용된 1936년제 모델(영어판)이 있다.

## 문화유산
- 대한민국의 국보 제22호: 경주 불국사 연화교 및 칠보교
- 대한민국의 보물 제22호: 김제 금산사 노주
- 대한민국의 사적 제22호: 경주 남산신성

## 방송
- 스카이라이프의 CJ온스타일플러스 채널 번호.
- 지니 TV의 공영쇼핑 채널 번호.
- B tv의 KT알파 쇼핑 채널 번호.[1]
- U+ TV의 엠넷 채널 번호.
- KT HCN의 MBC 에브리원 채널 번호.

## 시간
- 22시는 밤 10시이다.

## 스포츠
- KBO 리그에서 주로 포수의 등번호로 사용되고 있다. 과거 해태 타이거즈의 전성기를 이끌었던 포수 장채근(86년에는 50번), 최해식이 이 번호를 사용하였고, 삼성 라이온즈의 이만수 선수가 이 번호를 달고 뛰었다. 삼성 라이온즈에서는 22번이 이만수의 번호로 영구 결번 처리(이후 SK 코칭스태프로 활동하면서 22번을 달고 있다.)되어 진갑용 선수가 99년 시즌 중 삼성으로 이적한 뒤 2번을 달았다가 다음 해부터 20번을 달게 되었다.

## 기타
- 날짜: 2월 2일
- 연도: 22년, 기원전 22년

## 같이 보기
- 공시성

1. ↑  LG헬로비전의 KT알파 쇼핑 채널 번호가 같다.